# Chana Schneerson
Pour les articles homonymes, voir Schneersohn.
La rebbetzin Chana Schneerson (12 janvier 1880, Mykolaïv-12 septembre 1964, Brooklyn) est la mère du septième et dernier Rebbe de Loubavitch, Menachem Mendel Schneerson.

## Biographie

### Sa jeunesse
Chana Schneerson est née le lundi 12 janvier 1880 (le 28 Tevet 5640) à Nikolaïev, près d'Odessa, dans l'empire russe, aujourd'hui en Ukraine.
Son père est le rabbin Meir Shlomo Yanovsky, le rabbin de Mykolaïv et sa mère est la rebbetzin Rachel Yanovski, fille du rabbin Yitzchak Pushnitz, le rabbin de Dobrinka.
Le rabbin Meir Shlomo Halevy Yanovsky était le fils du rabbin Yisrael Leib Yanofsky, Rosh Yeshiva de Romanovka et de son épouse la rebbetzin Baila Rivka Yanofsky. Cette dernière était la fille du rabbin Avraham David Lavut, le rabbin de Nikolaïev,, l'auteur de d'œuvres réputées comme Kav Naki, Netiv Hachaim Al Derech Hachaim, Beit Aharon V'Hosafot, Sidour Torah Ohr et Shaar Hakollel, .
Chana Schneerson reçoit son éducation juive par son père, mais aussi de son arrière-grand-père, le rabbin Avraham David Lavut.
Elle a deux sœurs plus jeunes, Gittel et Ettel, et un plus jeune frère, Yisrael Leib, décédé en bas âge.

### Mariage avec Levi Yitzchak Schneerson
En 1900 (5600), Chana Schneerson se marie avec le rabbin Levi Yitzchak Schneerson, l'arrière-petit-fils du troisième Rebbe de Loubavitch, le Rabbin Menachem Mendel, le Tsemach Tzedek. Cette union aurait été arrangée par le rabbin Shalom DovBer, le cinquième Rebbe de Loubavitch.
Le couple Schnerson a trois fils. L'aîné est Menachem Mendel Schneerson, le septième et dernier Rebbe de Loubavitch (1902-1994). Le deuxième fils, DovBer, est tué par les Nazis dans le village de Iggren, proche de Dniepropetrovsk (nom actuel Dnipro). Le troisième fils, Yisrael Aryeh Leib, est un mathématicien. Il est décédé en 1952 (13 Iyar 5712) et est enterré à Safed, en Israël,,.

### À Iekatrinoslav (Dnipro)
En 1907 (5667), Levi Yitzchak et Chana Schneerson s'établissent à Iekatrinoslav (nom actuel Dnipro). Le rabbin Schneerson devient le rabbin de la communauté, et de fait le rabbin de l'Ukraine, jusqu'en 1939.
En 1927 (5688), Menachem Mendel Schneerson prend congé de ses parents, en allant rejoindre son futur beau-père, le rabbin Yosef Yitzchak Schneesohn, le sixième Rebbe de Loubavitch, qui réside à Riga. Il ne revoit plus son père et ne retrouve sa mère que 20 ans plus tard à Paris. Durant l'hiver de 1928 (5689), Menachem Mendel Schnerson épouse Chaya Mushka Schneerson (Moussia). Les parents de Menachem Mendel Schneerson ne peuvent être présent à son mariage. Ils organisent une fête à Dniepropetrovsk, pour célébrer l'événement.

### L'exil au Kazakhstan
En 1939 (5699), le rabbin Levi Yitzchak est arrêté pour ses activités en rapport avec l'observance du judaïsme. Un an plus tard, en 1940 (5700), il est exilé dans un petit village de la République du Kazakhstan. Son épouse, Chana, le rejoint. Le rabbin Levi Yitzchak meurt en exil en 1944 (20 Av 5704), à l'âge de 66 ans.

### Le départ de l'Union soviétique
En 1947 (5707), la rebbetzin Chana Schnerson quitte définitivement l'Union soviétique, en emportant les manuscrits de son mari. Elle arrive à Paris, où son fils Menachem Mendel Schneerson la rejoint, et après un séjour de plusieurs mois dans la capitale, les deux s'embarquent pour New York, où elle vit les dix-sept dernières années de son existence. En 1950 (5710), Menachem Mendel devient le septième et dernier Rebbe de Loubavitch. Sa mère est témoin de son ascension.

### Les retrouvailles
Durant l'hiver de 1947, la rebbetzin Chana Schneerson arrive à Paris. Elle n'a pas revu son fils aîné, Menachem Mendel Schneerson, depuis son départ de Leningrad pour Riga où il rejoint son futur beau-père, le rabbin Yosef Yitzchak Schneerson, le sixième Rebbe de Loubavitch. Il y a 20 ans.
Des hassidim de Loubavitch vont accueillir Menachem Mendel à l'aéroport, mais son avion est retardé de quatre heures. Ils décident de l'attendre à la demeure du rabbin Schneour Zalman Schneersohn, le cousin de Menachem Mendel. La rebbetzin Chana Schneerson demeure chez Schneour Zalman Schneersohn.
Un télégramme du Rebbe de Loubavitch, Yosef Yitzchak, destiné à son gendre Menachem Mendel est reçu, avec les mots en hébreu: "Boruch atah b'bo'echa" ("Bénis sois-tu en ta venue").
Le rabbin Schneour Zalman Schneersohn en conclut que Menachem Mendel est arrivé. Peu après, un taxi dépose Menachem Mendel devant la demeure.
Un farbrengen est organisé. Menachem Mendel rappelle que Joseph n'a pas vu son père Jacob pendant vingt-deux ans.
Menachem Mendel reste à Paris pendant trois mois, du mois d'Adar jusqu'à la fête de Chavouot. Durant ces trois mois, il rend visite à sa mère deux fois par jour, le matin et le soir.
Les jours de Shabbat et les jours de fête, il marche de son hôtel pour être avec sa mère. Ils partagent alors les repas.
À la veille du départ de Menachem Mendel Schneerson et de sa mère Chana Schneerson pour New York, Schneour Zalman Schneersohn organise chez lui un grand farbrengen.
Le voyage vers les États-Unis se fait par bateau. De nombreux hassidim assistent au départ.

### New York
À Crown Heights, la rebbetzin Chana Schneerson s'installe au 1418 President Street, proche de la demeure de son fils, Menachem Mendel, et de la synagogue principale de Loubavitch, au 770 Eastern Parkway.
Menachem Mendel Schnerson visite chaque jour sa mère, Chana Schneerson. Après lui avoir demandée comment elle se porte, il lui prépare du thé. Il possède une clé de chez elle, pour qu'elle ne se dérange pas lorsqu'il arrive. Comme des enfants du voisinage se précipitent pour ouvrir les lourdes portes d'entrée de l'immeuble, elle leur demande de ne pas le faire, car cette activité physique serait bénéfique pour son fils, lui qui ne fait pas d'exercice physique. À l'occasion, elle attend son fils à l'extérieur.
La rebbetzin Chana Schnerson décède à New York, le samedi 12 septembre 1964, dans l'après-midi le Shabbat entre Roch Hachana et Yom Kipour (6 Tishri 5725). Elle est enterrée au Old Montefiore Cemetery, à Queens, New York, près de sa bru, la rebbetzin Chaya Mushka Schneerson, et de son fils, le Rebbe Menachem Mendel Schneerson.

## Son influence
Chaque année, après le décès de sa mère, Chana Schneerson, le Rebbe de Loubavitch, Menachem Mendel Schneerson, le jour de l'anniversaire du décès, le Yahrzeit, le 6 Tishri, fait un discours dédié à la mémoire de sa mère. Il invoque son nom, mais aussi le nom biblique qu'elle porte, celui de Chana (Hannah),,.
En 1965 (5726), Menachem Mendel Schneerson établit la fondation Keren Chana, en mémoire de sa mère, dont le but est de fournir des prêts à long terme pour des jeunes filles juives pour leur permettre de continuer leurs études juives.
Des écoles pour filles liées au mouvement hassidique de Loubavitch sont appelées Machon Chana, et Bais Chana, en souvenir de Chana Schnerson.
À Moscou, son nom est honoré, le 29 septembre 2009.